# Kő-hegy (Szentendre)
A Kő-hegy egy 366 méter magas hegy Szentendre és Pomáz határában, Pest vármegyében, Magyarországon. A Visegrádi-hegység legdélibb hegyeinek egyike. Vulkáni eredetű hegy, a környéki hegyekkel együtt egy kialudt tűzhányó maradványa. Maga a hegy több millió évvel ezelőtt keletkezett, a hegy kövein látszanak a vulkáni maradványok.

## Története
A hegy több millió évvel ezelőtt vulkáni hegy volt, a vulkán mára azonban kialudt. 
A hegyen az 1840-es években járt Petőfi Sándor. Emlékét ma emléktábla jelzi a hegy pomázi oldalán. Később a hegyen megnyílt a Czibulka János turistaház, amelyet még Kő-hegyi menedékház és Petőfi Sándor turistaház néven ismernek. A hegy ma is népszerű a turisták körében.

## Látnivalók a hegyen és közelében:)
- Kő-hegyi menedékház
- Dömörkapu – régen lakott terület volt, ma már a busz is ritkán jár arra. Az egykori városrész egyik fő látnivalója az itt folyó Bükkös-pataknál a Dömörkapui-vízesés. Szintén látnivalók még az egykori kőbánya, valamint a Dömör-kapui-barlang.
- Vasas-szakadék (öt barlang)
- Kő-hegyi-tó
- Kő-hegyi-barlang
- Kis-kő-hegyi-kőfülke
- Gomba-szikla – érdekes látványosság. Az egykor itt dolgozó vulkáni folyamatok furcsa maradványa. Napóleon kalapja néven is szokták emlegetni.

## Érdekesség
- Nem messze a hegytől van egy Kis-kőhegy elnevezésű, 318 méter magas csúcs.

## Galéria

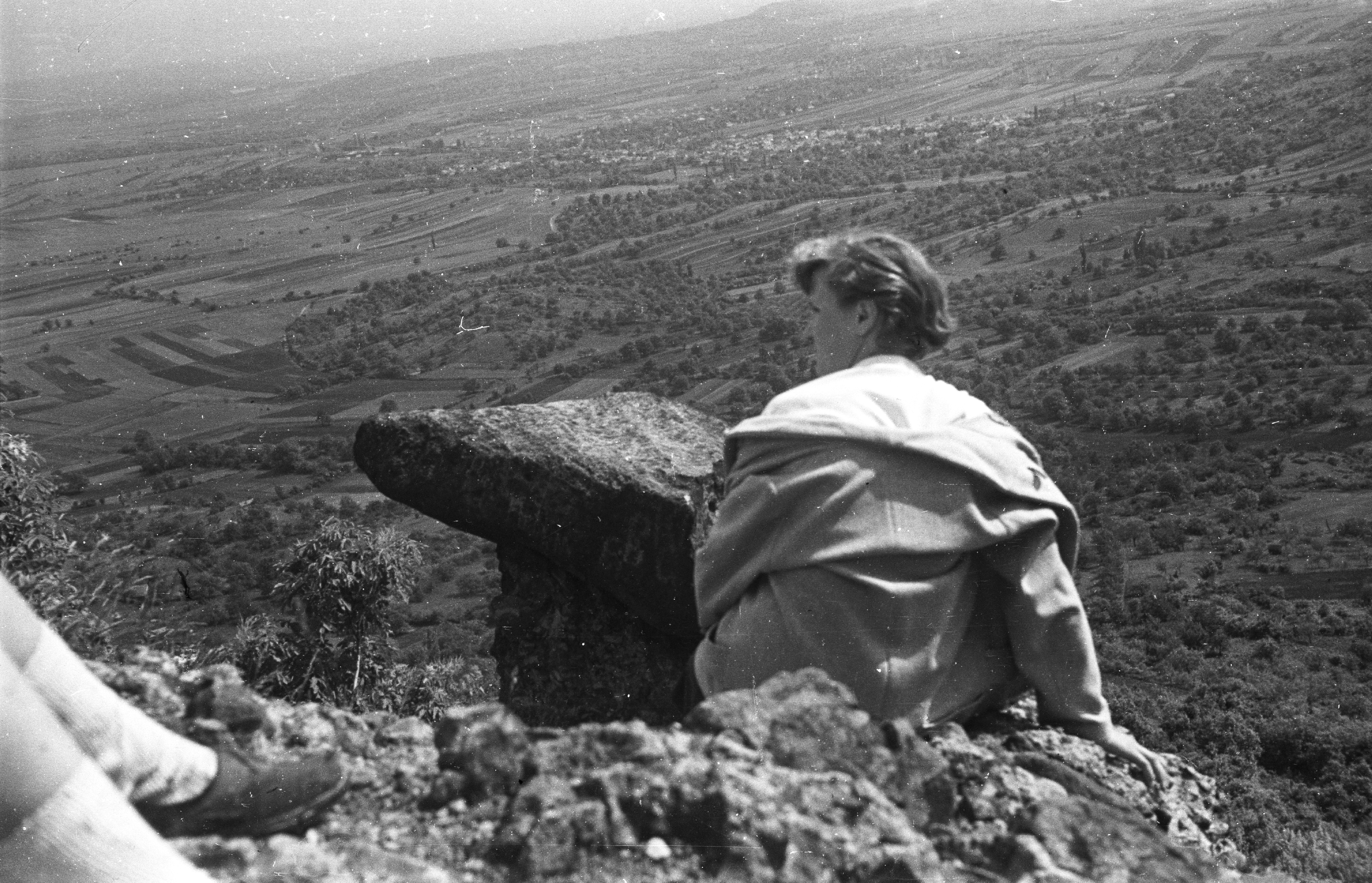
"Napóleon kalapja"
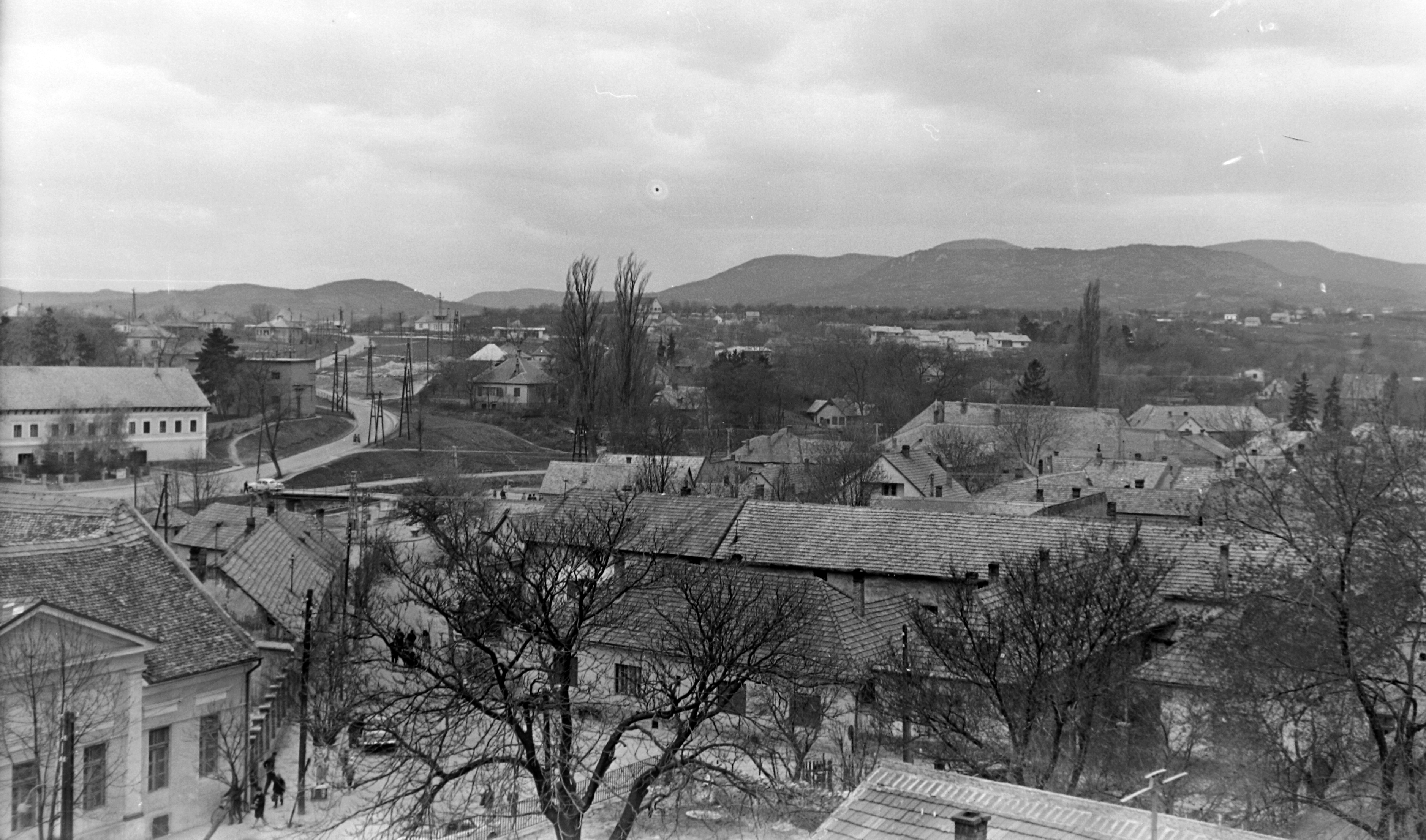
A Kő-hegy Szentendre belvárosa felől
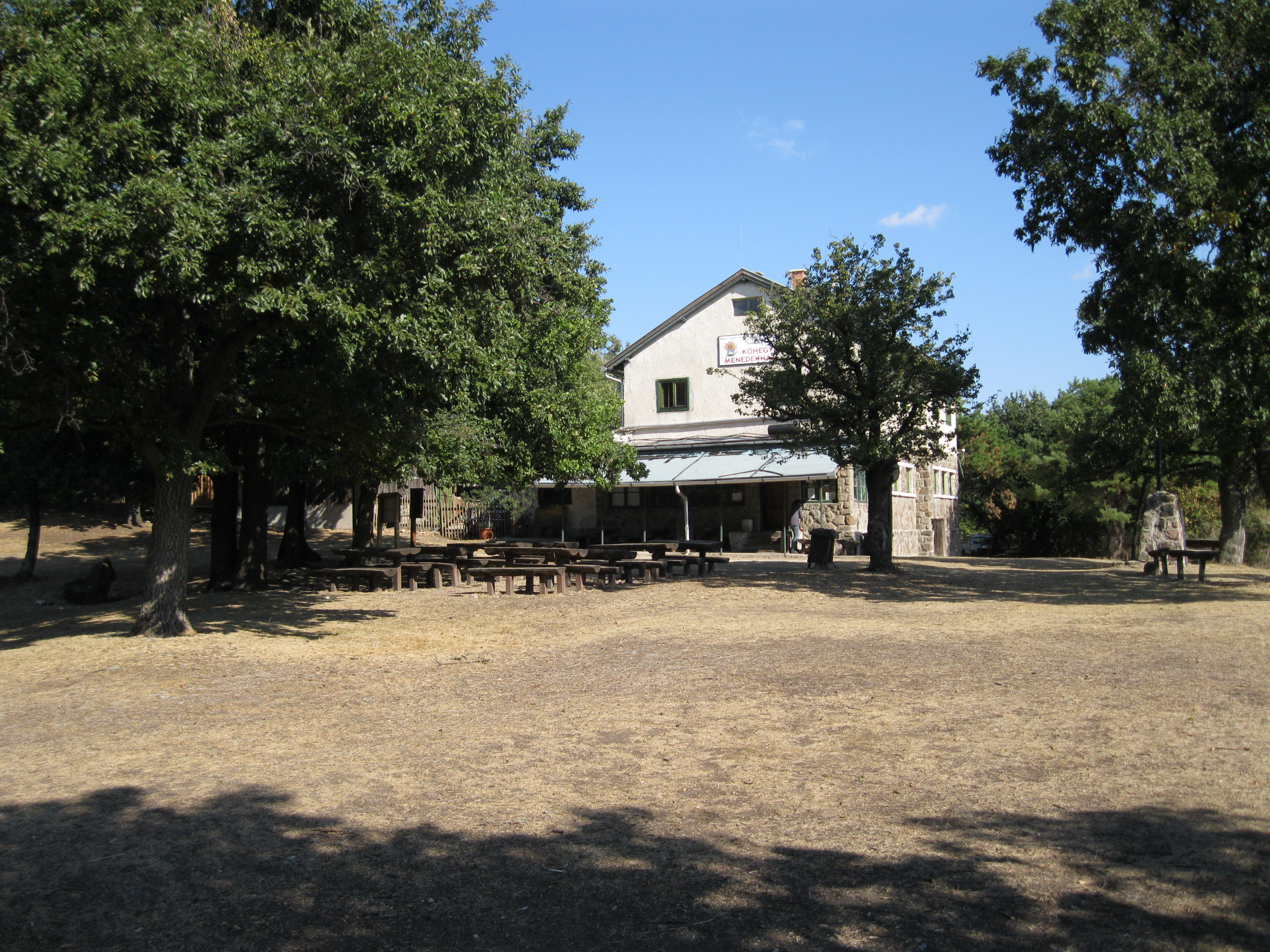
A Kő-hegyi-menedékház
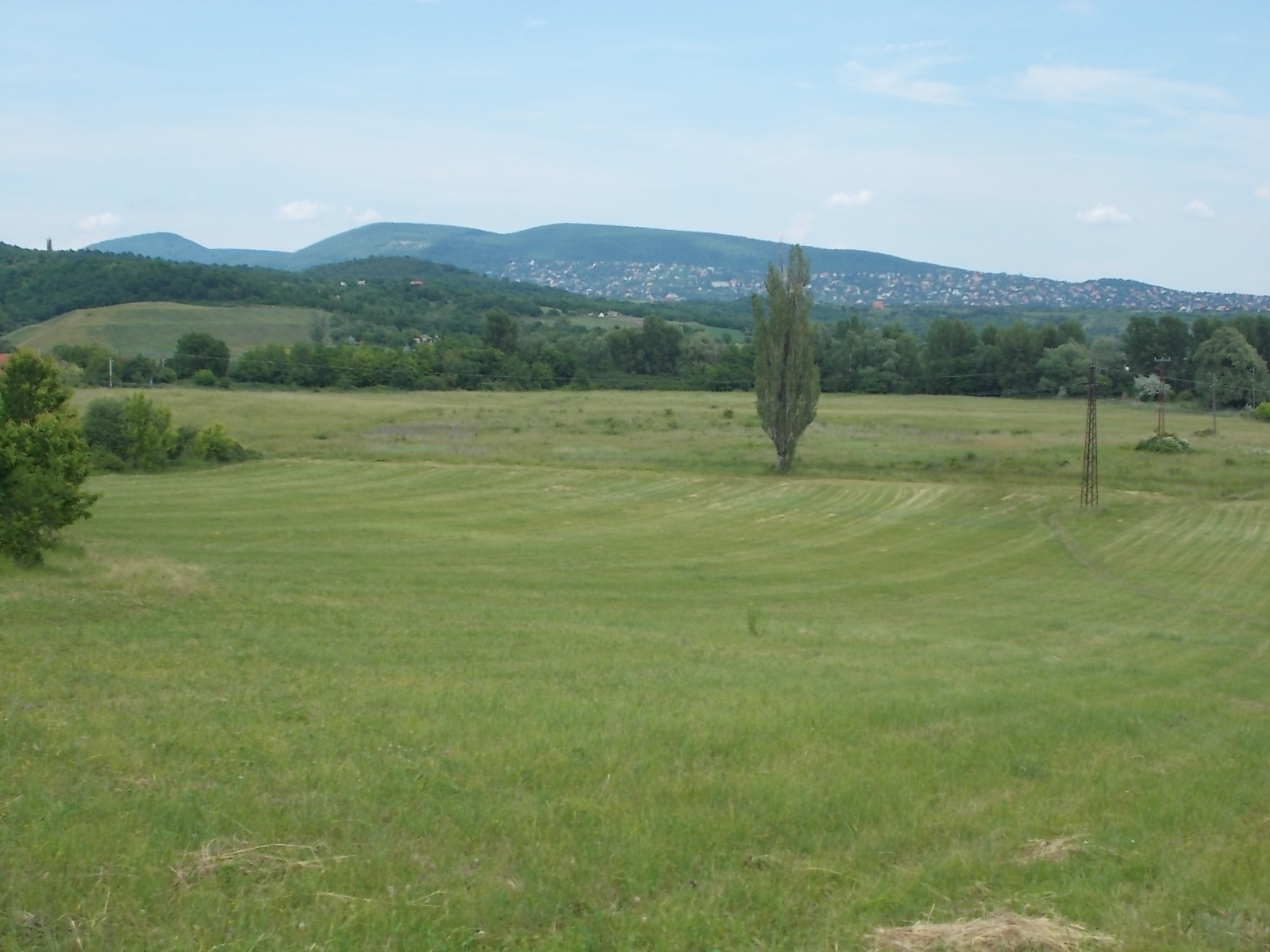
Pomáz felől
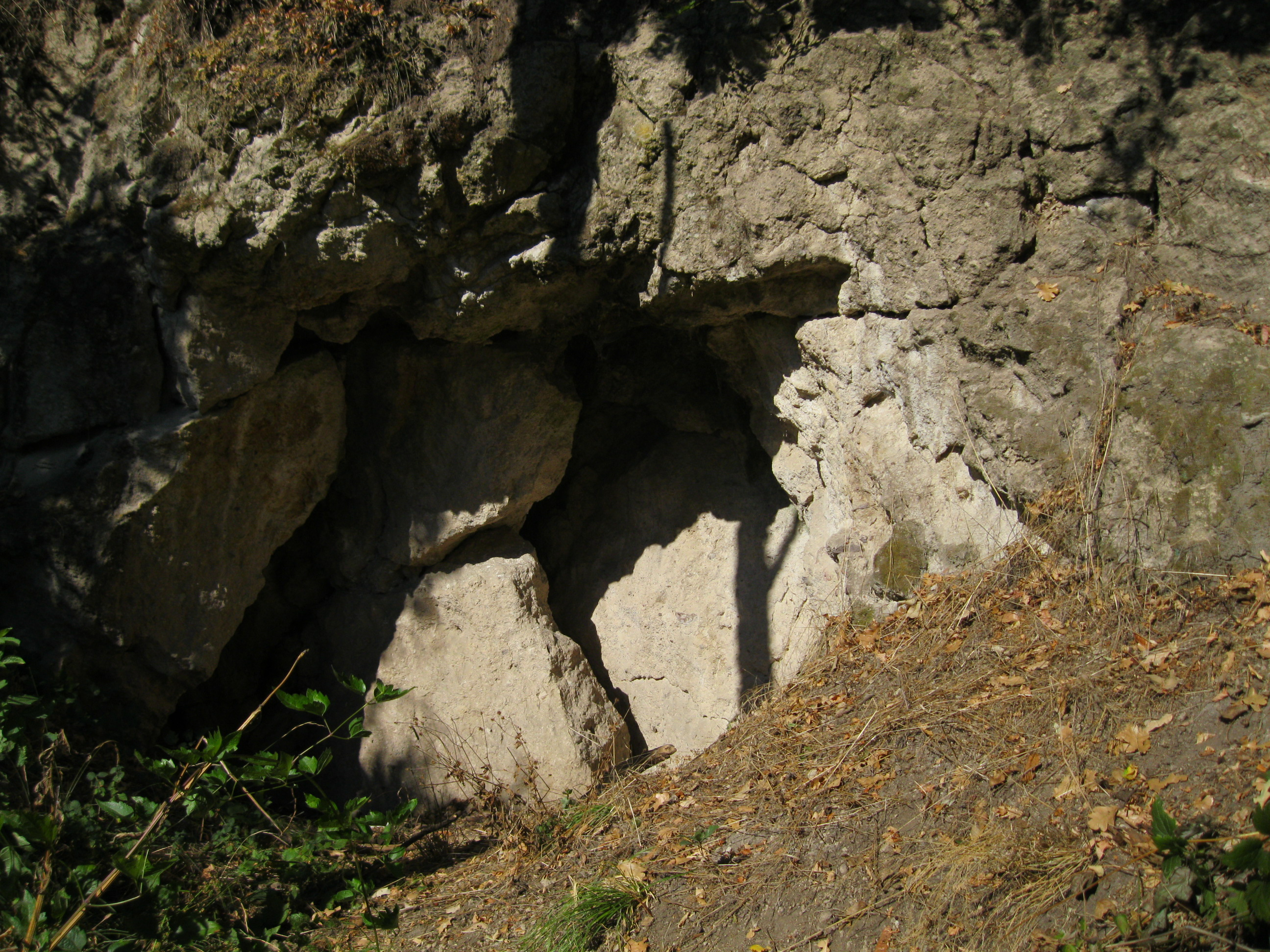
A Kis-Kő-hegyi-kőfülke bejárata
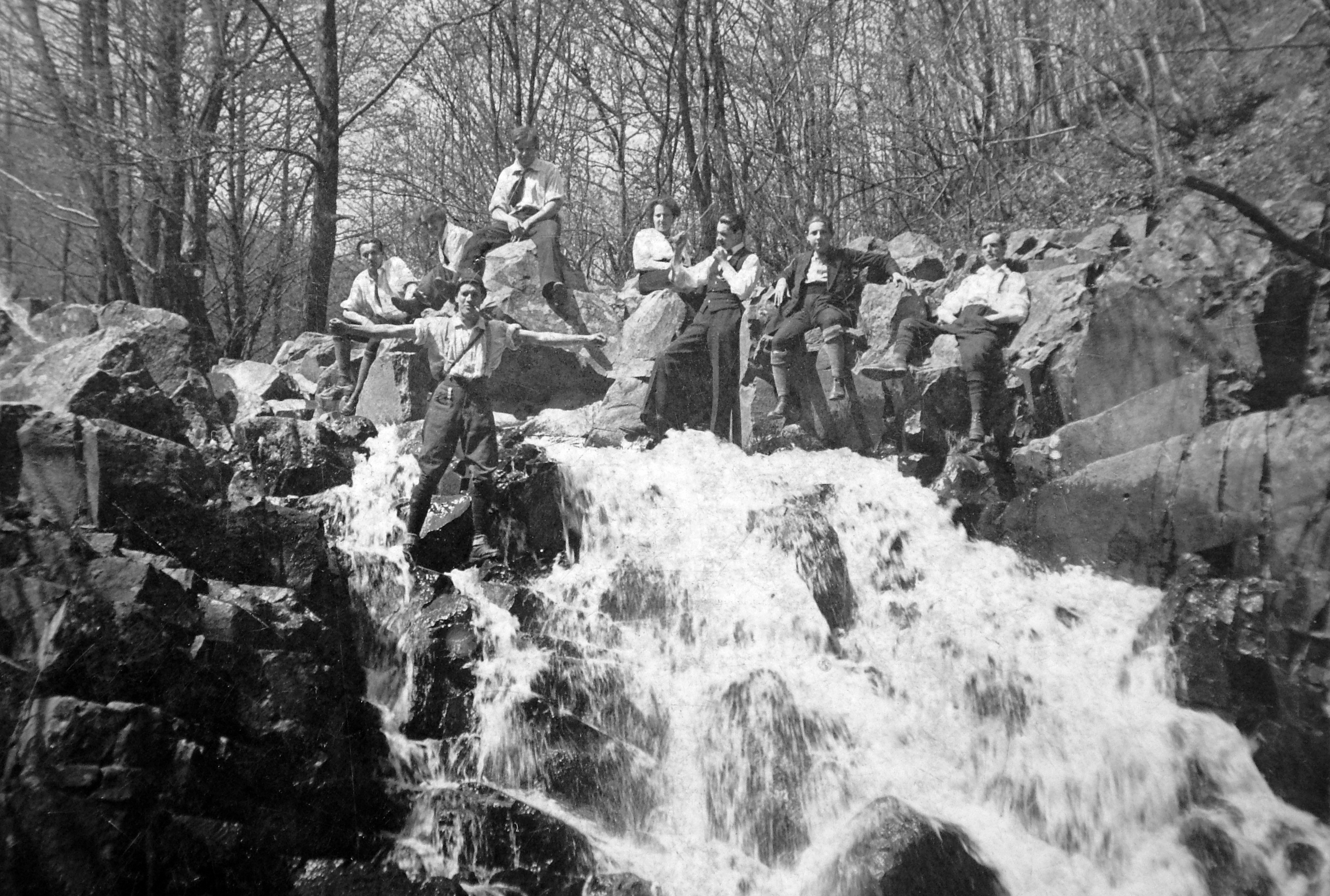
A Dömör-kapui-vízesés
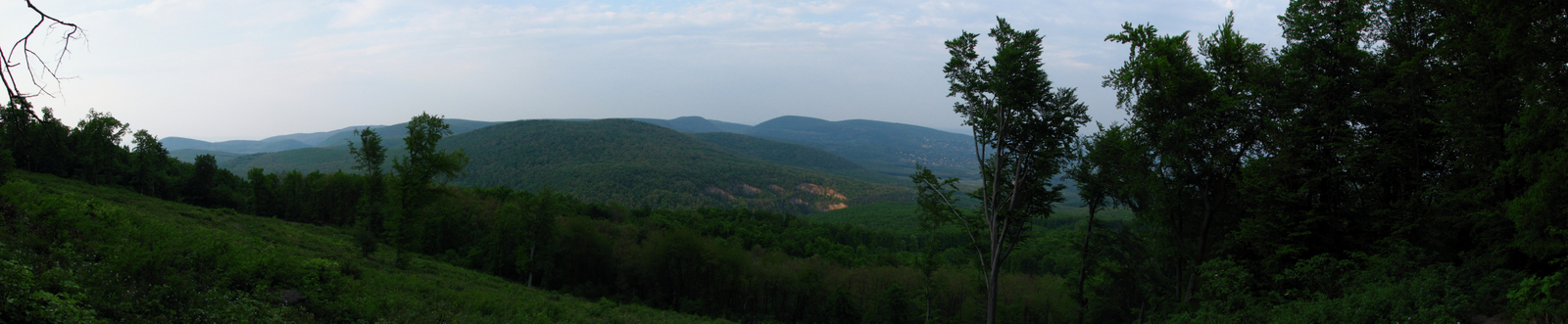
A Kő-hegy a Dömör-kapu felől